# Pabu
Pabu (tiếng Breton: Pabu) là một xã của tỉnh Côtes-d’Armor, thuộc vùng Bretagne, tây bắc Pháp.

## Dân số
Người dân ở Pabu được gọi là Pabuais.